# Parafodina pagenstecheri
Parafodina pagenstecheri là một loài bướm đêm trong họ Noctuidae.